# 氨酰-tRNA合成酶
胺基酸醯基轉運核醣核酸合成酶，又稱胺酰-tRNA合成酶（aminoacyl tRNA synthetase，通常简写为aaRS或ARS）是一类催化特定胺基酸或其前体与对应tRNA发生酯化反应而形成胺酰tRNA的酶。由于每一种的胺基酸与tRNA的连接都需要专一性的胺酰tRNA合成酶来催化，因此胺酰tRNA合成酶的种类与标准胺基酸的数量一样都为20种。
胺酰-tRNA合成酶也是自然界中最古老的蛋白质之一。

## 功能
在翻译过程中，每种tRNA分子都需要与相应的胺基酸结合，然后将这些胺基酸运送到核糖体进行蛋白质合成。这种结合是在一系列胺酰-tRNA合成酶的作用下完成的，这些酶通过酯化反应将正确的胺基酸与对应的tRNA分子相连接。连接反应的第一步是在合成酶作用下，ATP分子和对应的胺基酸（或其前体）结合形成胺酰-AMP（腺苷酸），并释放出无机焦磷酸（PPi）。然后，酶与胺酰-AMP复合物再与正确的tRNA分子结合，催化胺基酸从胺酰-AMP转移到tRNA的3'端最后一个碱基的2'-或3'-羟基上。一些合成酶还具有校对功能以确保tRNA结合的正确性：如果tRNA被发现与错误的胺基酸相连接，那么所形成的胺酰-tRNA会通过水解重新被打开。

### 反应式
胺酰-tRNA合成酶所催化反应的反应式如下：
1. 胺基酸 + ATP → 胺酰-AMP + PPi
2. 胺酰-AMP + tRNA → 胺酰-tRNA + AMP

总反应式：胺基酸 + tRNA + ATP → 胺酰-tRNA + AMP + PPi
胺基酸是通过其羧基（-COOH）与腺苷上的羟基（-OH）连接。因此，连接反应是一个酯化反应。

## 分类
根据序列和活性位点的结构的不同，胺酰-tRNA合成酶可以被分为两大类：
- 类型I含有两个高度保守的序列基序，这类酶所催化的胺酰化发生在tRNA上腺苷的2'-羟基上，并且酶分子通常的活性形式为单体或二聚体。
  - 包括GluRS、GlnRS、ArgRS、CysRS、MetRS、ValRS、IleRS、LeuRS、TyrRS和TrpRS，其中CysRS、MetRS、TyrRS和TrpRS为同源二聚体，其余为单体
- 类型II含有三个高度保守的序列基序，这类酶所催化的胺酰化发生在tRNA上同一个腺苷的3'-羟基上，并且酶分子通常的活性形式为二聚体或四聚体。例外的是苯丙胺酰tRNA合成酶，虽然被归类于类型II，它催化的胺酰化发生2'-羟基上。
  - 包括GlyRS、AlaRS、ProRS、SerRS、ThrRS、HisRS、AspRS、AsnRS、LysRS和PheRS，其中AlaRS为同源四聚体，GlyRS和PheRS异源四聚体，其余为同源二聚体

无论胺酰基开始被连接到腺苷上的哪一个羟基上，最终都会连接到3'羟基上，因为2'-O-胺酰-tRNA会通过酯交换反应（transesterification）转移到3'羟基上。

## 结构
两类胺酰-tRNA合成酶都是多结构域蛋白质。典型的情况下，一个胺酰tRNA合成酶是由一个催化结构域（以上反应发生的区域）和一个反密码子结合结构域（与tRNA上的反密码子作用的区域，来保证胺基酸结合到正确的tRNA分子上）。一些胺酰-tRNA合成酶还具有RNA结合结构域和「编辑」结构域，负责将不正确连接的胺酰-tRNA重新打开。
同一类型中所有的胺酰-tRNA合成酶的催化结构域都是同源的，但两个类型（类型I和II）之间却没有同源关系。类型I的胺酰-tRNA合成酶普遍具有罗斯曼折叠和反平行的β折叠结构，而类型II的酶则具有不同的由反平行的β折叠所形成的结构。

## 进化
同一专一性中多数氨酰-tRNA合成酶在进化上的相关性比而不同专一性之间要高得多。然而，天冬酰氨酰-tRNA合成酶（AsnRS）和谷胺酰胺酰-tRNA合成酶（GlnRS）则分别相似于天冬胺酰-tRNA合成酶（AspRS）和谷氨酰-tRNA合成酶（GluRS）。大多数胺酰-tRNA合成酶属于类型I或II，而赖氨酰-tRNA合成酶（LysRS）则具有两个版本：一个属于类型I，另一个属于类型II。
多数胺酰-tRNA合成酶的每一种都具有典型的进化分布规律，即可以古菌、细菌和真核生物来分组，相应组别中的酶进化关系接近。